# Бадалона
Бадалона (кат. Badalona) — місто, розташоване в Автономній області Каталонія в Іспанії. 
Знаходиться у районі (кумарці) Барсалунес провінції Барселона, згідно з новою адміністративною реформою перебуватиме у складі баґарії Барселона.

## Населення
Населення міста (у 2018 р.) становить 217,741 осіб (з них менше 14 років — 14,3%, від 15 до 64 — 70,9%, понад 65 років — 
14,8%). У 2006 р. народжуваність склала 2.475 осіб, смертність — 1.473 осіб, приріст населення склав 780
осіб. У 2001 р. активне населення становило 100.897 осіб, з них безробітних — 13.781 осіб. 

Серед осіб, які проживали на території міста у 2001 р., 131.984 осіб народилися в Каталонії (з них
126.037 осіб у тому самому районі, або кумарці), 65.510 осіб приїхало з інших областей Іспанії, а 8.342 осіб приїхало з-за кордону. 

Університетську освіту має 7,5
% усього населення. 

У 2001 р. нараховувалося 71.744 домогосподарств (з них 16,1% складалися з однієї особи, 27,1% з двох осіб,
24,5% з 3 осіб, 23,2% з 4 осіб, 6,5% з 5 осіб, 1,6
% з 6 осіб, 0,5% з 7 осіб, 0,2% з 8 осіб і 0,2% з 9 і більше осіб).

Активне населення міста у 2001 р. працювало у таких сферах діяльності : у сільському господорстві — 0,5%, у промисловості — 26,3%, на будівництві — 11,6% і у сфері обслуговування — 
61,7%. 

 У муніципалітеті або у власному районі (кумарці) працює 54.821 осіб, поза районом — 53.088 осіб. 

### Доходи населення
У 2002 р. доходи населення розподілялися таким чином :
| \| Доходи населення за статтями доходів \| Доходи населення за статтями доходів \| Доходи населення за статтями доходів \| \| Рік \| 2002 р. \| 2001 р. \| \| ------------------------------------ \| ------------------------------------ \| ------------------------------------ \| \| Заробітна платня \| 61,9% \| 63,6% \| \| Доходи від ведення бізнесу \| 18,9% \| 17,9% \| \| Соціальна допомога \| 19,2% \| 18,5% \| |         |         |
| Доходи населення за статтями доходів |         |         |
| Рік | 2002 р. | 2001 р. |
| Заробітна платня | 61,9%   | 63,6%   |
| Доходи від ведення бізнесу | 18,9%   | 17,9%   |
| Соціальна допомога | 19,2%   | 18,5%   |

### Безробіття
У 2007 р. нараховувалося 9.740 безробітних (у 2006 р. — 10.247 безробітних), з них чоловіки становили 41,3%, а жінки — 
58,7%.

## Економіка
У 1996 р. валовий внутрішній продукт розподілявся по сферах діяльності таким чином :
| \| Валовий внутрішній продукт \| Валовий внутрішній продукт \| Валовий внутрішній продукт \| \| Рік \| 1996 р. \| 1991 р. \| \| -------------------------- \| -------------------------- \| -------------------------- \| \| Сільське господарство \| 0,2% \| 0,3% \| \| Промисловість \| 31,4% \| 36% \| \| Будівництво \| 7,2% \| 10,2% \| \| Послуги \| 61,2% \| 53,5% \| |         |         |
| Валовий внутрішній продукт |         |         |
| Рік | 1996 р. | 1991 р. |
| Сільське господарство | 0,2%    | 0,3%    |
| Промисловість | 31,4%   | 36%     |
| Будівництво | 7,2%    | 10,2%   |
| Послуги | 61,2%   | 53,5%   |

### Підприємства міста
Промислові підприємства.
| \| Промислові підприємства міста, за сферою діяльності \| Промислові підприємства міста, за сферою діяльності \| Промислові підприємства міста, за сферою діяльності \| \| Рік \| 2002 р. \| 2001 р. \| \| --------------------------------------------------- \| --------------------------------------------------- \| --------------------------------------------------- \| \| Енергетичні та водні ресурси \| 0,1% \| 0,1% \| \| Хімія та метали \| 4,1% \| 4,1% \| \| Переробка металів \| 34,3% \| 34,3% \| \| Продукти харчування \| 3,8% \| 3,8% \| \| Текстиль \| 36,0% \| 36,0% \| \| Виробництво меблів, видання \| 16,0% \| 16,0% \| \| Інше \| 5,5% \| 5,5% \| \| Усього підприємств \| 2.004 \| 2.004 \| |         |         |
| Промислові підприємства міста, за сферою діяльності |         |         |
| Рік | 2002 р. | 2001 р. |
| Енергетичні та водні ресурси | 0,1%    | 0,1%    |
| Хімія та метали | 4,1%    | 4,1%    |
| Переробка металів | 34,3%   | 34,3%   |
| Продукти харчування | 3,8%    | 3,8%    |
| Текстиль | 36,0%   | 36,0%   |
| Виробництво меблів, видання | 16,0%   | 16,0%   |
| Інше | 5,5%    | 5,5%    |
| Усього підприємств | 2.004   | 2.004   |

Роздрібна торгівля.
| \| Підприємства роздрібної торгівлі міста, за сферою діяльності \| Підприємства роздрібної торгівлі міста, за сферою діяльності \| Підприємства роздрібної торгівлі міста, за сферою діяльності \| \| Рік \| 2002 р. \| 2001 р. \| \| ------------------------------------------------------------ \| ------------------------------------------------------------ \| ------------------------------------------------------------ \| \| Продукти харчування \| 38,4% \| 38,4% \| \| Одяг та взуття \| 19,9% \| 19,9% \| \| Товари для дому \| 14,1% \| 14,1% \| \| Книги та періодичні видання \| 3,6% \| 3,6% \| \| Промислова хімічна продукція \| 6,8% \| 6,8% \| \| Продукція, пов'язана з транспортними засобами \| 3,3% \| 3,3% \| \| Інше \| 13,9% \| 13,9% \| \| Усього підприємств \| 3.439 \| 3.439 \| |         |         |
| Підприємства роздрібної торгівлі міста, за сферою діяльності |         |         |
| Рік | 2002 р. | 2001 р. |
| Продукти харчування | 38,4%   | 38,4%   |
| Одяг та взуття | 19,9%   | 19,9%   |
| Товари для дому | 14,1%   | 14,1%   |
| Книги та періодичні видання | 3,6%    | 3,6%    |
| Промислова хімічна продукція | 6,8%    | 6,8%    |
| Продукція, пов'язана з транспортними засобами | 3,3%    | 3,3%    |
| Інше | 13,9%   | 13,9%   |
| Усього підприємств | 3.439   | 3.439   |

Сфера послуг.
| \| Підприємства міста, що працюють у сфері послуг, за діяльністю \| Підприємства міста, що працюють у сфері послуг, за діяльністю \| Підприємства міста, що працюють у сфері послуг, за діяльністю \| \| Рік \| 2002 р. \| 2001 р. \| \| ------------------------------------------------------------- \| ------------------------------------------------------------- \| ------------------------------------------------------------- \| \| Гуртова торгівля \| 12,3% \| 12,3% \| \| Готелі та готельний бізнес \| 18,7% \| 18,7% \| \| Транспорт та зв'язок \| 33,2% \| 33,2% \| \| Посередницькі фінансові послуги \| 3,7% \| 3,7% \| \| Послуги підприємствам \| 5,1% \| 5,1% \| \| Послуги фізичним особам \| 22,8% \| 22,8% \| \| Нерухомість та ін. \| 4,3% \| 4,3% \| \| Усього підприємств \| 5.702 \| 5.702 \| |         |         |
| Підприємства міста, що працюють у сфері послуг, за діяльністю |         |         |
| Рік | 2002 р. | 2001 р. |
| Гуртова торгівля | 12,3%   | 12,3%   |
| Готелі та готельний бізнес | 18,7%   | 18,7%   |
| Транспорт та зв'язок | 33,2%   | 33,2%   |
| Посередницькі фінансові послуги | 3,7%    | 3,7%    |
| Послуги підприємствам | 5,1%    | 5,1%    |
| Послуги фізичним особам | 22,8%   | 22,8%   |
| Нерухомість та ін. | 4,3%    | 4,3%    |
| Усього підприємств | 5.702   | 5.702   |

## Житловий фонд
У 2001 р. 15,6% усіх родин (домогосподарств) мали житло метражем до 59 м², 61,2% — від 60 до 89 м², 18,2% — від 90 до 119 м² і
5% — понад 120 м².

З усіх будівель у 2001 р. 24,4% було одноповерховими, 32,5% — двоповерховими, 14,2
% — триповерховими, 8% — чотириповерховими, 8,7% — п'ятиповерховими, 5,2% — шестиповерховими,
2,3% — семиповерховими, 4,7% — з вісьмома та більше поверхами.

## Автопарк
| \| Автомобілі, зареєстровані у місті, за призначенням \| Автомобілі, зареєстровані у місті, за призначенням \| Автомобілі, зареєстровані у місті, за призначенням \| \| Рік \| 2006 р. \| 2005 р. \| \| -------------------------------------------------- \| -------------------------------------------------- \| -------------------------------------------------- \| \| Приватні автомобілі \| 74,4% \| 75,6% \| \| Мотоцикли \| 9,4% \| 8,4% \| \| Вантажівки \| 14,1% \| 13,9% \| \| Трактори \| 0,3% \| 0,4% \| \| Автобуси та ін. \| 1,9% \| 1,7% \| \| Усього автомобілів \| 114.198 шт. \| 113.468 шт. \| |             |             |
| Автомобілі, зареєстровані у місті, за призначенням |             |             |
| Рік | 2006 р.     | 2005 р.     |
| Приватні автомобілі | 74,4%       | 75,6%       |
| Мотоцикли | 9,4%        | 8,4%        |
| Вантажівки | 14,1%       | 13,9%       |
| Трактори | 0,3%        | 0,4%        |
| Автобуси та ін. | 1,9%        | 1,7%        |
| Усього автомобілів | 114.198 шт. | 113.468 шт. |

## Вживання каталанської мови
У 2001 р. каталанську мову у місті розуміли 91,6% усього населення (у 1996 р. — 90,9%), вміли говорити нею 64% (у 1996 р. — 
61,7%), вміли читати 65,8% (у 1996 р. — 60%), вміли писати 40,5
% (у 1996 р. — 36,5%). Не розуміли каталанської мови 8,4%.

## Політичні уподобання

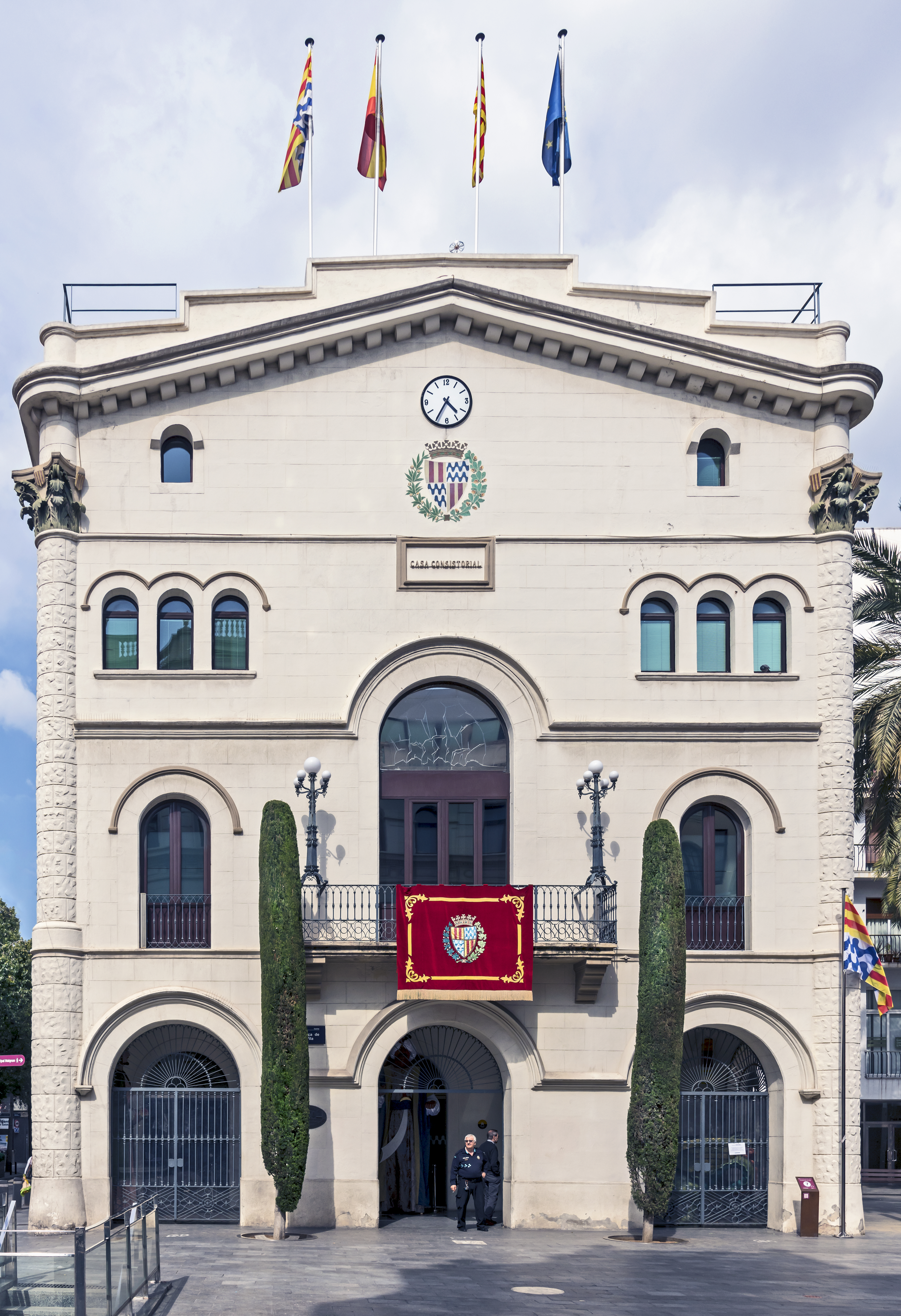
Ратуша.

У виборах до Парламенту Каталонії у 2006 р. взяло участь 75.501 осіб (у 2003 р. — 91.583 осіб). Голоси за політичні сили розподілилися таким чином:
| \| Вибори до Парламенту Каталонії \| Вибори до Парламенту Каталонії \| Вибори до Парламенту Каталонії \| \| Рік \| 2006 р. \| 2003 р. \| \| -------------------------------------- \| ------------------------------ \| ------------------------------ \| \| Конвергенція та Єднання (CiU) \| 25,8% \| 25,1% \| \| Соціалістична партія Каталонії (PSC) \| 33,3% \| 39,6% \| \| Народна партія (PP) \| 12,6% \| 13,1% \| \| Ініціатива за зелену Каталонію (IC) \| 10,1% \| 9% \| \| Республіканська лівиця Каталонії (ERC) \| 10,7% \| 11,3% \| \| Громадянська партія (C's) \| 4,6% \| 0,0% \| \| Інші \| 2,8% \| 1,9% \| |         |         |
| Вибори до Парламенту Каталонії |         |         |
| Рік | 2006 р. | 2003 р. |
| Конвергенція та Єднання (CiU) | 25,8%   | 25,1%   |
| Соціалістична партія Каталонії (PSC) | 33,3%   | 39,6%   |
| Народна партія (PP) | 12,6%   | 13,1%   |
| Ініціатива за зелену Каталонію (IC) | 10,1%   | 9%      |
| Республіканська лівиця Каталонії (ERC) | 10,7%   | 11,3%   |
| Громадянська партія (C's) | 4,6%    | 0,0%    |
| Інші | 2,8%    | 1,9%    |

У муніципальних виборах у 2007 р. взяло участь 71.811 осіб (у 2003 р. — 87.789 осіб). Голоси за політичні сили розподілилися таким чином:
| \| Муніципальні вибори \| Муніципальні вибори \| Муніципальні вибори \| \| Рік \| 2007 р. \| 2003 р. \| \| -------------------------------------- \| ------------------- \| ------------------- \| \| Конвергенція та Єднання (CiU) \| 17,0% \| 13,3% \| \| Соціалістична партія Каталонії (PSC) \| 29,7% \| 40,7% \| \| Народна партія (PP) \| 22,6% \| 17,8% \| \| Ініціатива за зелену Каталонію (IC) \| 15,3% \| 16,6% \| \| Республіканська лівиця Каталонії (ERC) \| 6,0% \| 7,8% \| \| Громадянська партія (C's) \| 0,0% \| 0,0% \| \| Інші \| 9,5% \| 3,7% \| |         |         |
| Муніципальні вибори |         |         |
| Рік | 2007 р. | 2003 р. |
| Конвергенція та Єднання (CiU) | 17,0%   | 13,3%   |
| Соціалістична партія Каталонії (PSC) | 29,7%   | 40,7%   |
| Народна партія (PP) | 22,6%   | 17,8%   |
| Ініціатива за зелену Каталонію (IC) | 15,3%   | 16,6%   |
| Республіканська лівиця Каталонії (ERC) | 6,0%    | 7,8%    |
| Громадянська партія (C's) | 0,0%    | 0,0%    |
| Інші | 9,5%    | 3,7%    |